# Impressão digital (computação)
A impressão digital é um mecanismo para defender os direitos de autor e combater a cópia não autorizada de conteúdos, que consiste em introduzir uma série de bits imperceptíveis sobre um produto de suporte electrónico (CD-ROM, DVD,...) de forma que se possam detectar as cópias ilegais.
A intenção da tecnologia de impressão digital é identificar de maneira precisa e única a uma pessoa por médio de sua impressão digital. Certificando a autenticidade das pessoas de maneira única e inconfundível por médio de um dispositivo electrónico que captura a impressão digital e de um programa que realiza a verificação.

## Tipos de segurança
Nos últimos anos, devido ao uso de Internet, e sobretudo mediante programas P2P, tem sucedido que milhões de utentes usassem a rede com o fim de compartilhar material audiovisual entre eles, o qual está protegido pela lei. Em caso que material baixo copyright ou direitos de autor trocasse-se ânimo de lucro. Quando nos encontramos neste caso surgem duas possibilidades para o impedir: a protecção a priori e a protecção a posteriori. A primeira consiste em impedir que o cliente (comprador) possa realizar uma cópia do material, enquanto a segunda consiste em detectar ditas cópias.
Dentro da comunidade científica há quem acha que a protecção a priori, com o tempo, é vulnerável já que pode-se dar com o algoritmo de protecção e por tanto anulá-lo, de forma que nos últimos anos se começou a pensar na protecção a posteriori como uma ferramenta eficiente para combater a pirataria. Esta consiste em inserir um conjunto de bits (marca de água digital) nos conteúdos do produto de suporte electrónico que se quer proteger sem que isto se note no resultado final. Se ditas marcas contêm informação do comprador, isto nos permite o identificar e por tanto detectar o responsável pela cópia ilegal. Quando nos encontramos neste caso falamos de impressão digital (fingerprinting).

## Evolução histórica
As possibilidades de usar o mecanismo de impressão digital classificam-se em três grupos que têm aparecido ao longo do tempo: simétrica, assimétrica e anónima.
- Simétrica: este é o conceito clássico de impressão digital proposto por N. R. Wagner num artigo em 1983. Consiste em que só o vendedor intervém no processo de marcado com o fim de identificar ao comprador a partir da cópia marcada. Este método tem o inconveniente que deixa ao comprador desprotegido, já que pode ser acusado injustamente de distribuição ilegal se o vendedor dá uma copia para outro comprador com a mesma marca.

- Assimétrica: no processo do marcado intervêm tanto o comprador como o vendedor para evitar a fraude dantes mencionada. Neste caso o vendedor pode identificar ao comprador a partir da marca incorporada mas não a pode gerar sem ele. O problema deste método é que o vendedor conhece a identidade do comprador com o que se vulnera o anonimato deste. Para poder resolver este problema surge o mecanismo de impressão digital anónima.

- Anónima: neste caso no processo de marcado tem intervindo uma terceira parte de confiança que conheça realmente a identidade do comprador ou vendedor. Desta forma o vendedor desconhece tanto a marca como a identidade do comprador, mas é capaz do identificar em caso de redistribuição ilegal.

## Considerações
- Ao usar técnicas de marcas de água tem-se de ter em conta que tanto a posição onde inserir a marca como o algoritmo usado para o fazer dependerão do tipo de ficheiro que se quer proteger (vídeo, áudio, imagem, software ...).
- Também se tem de ter em conta que o produto não tem de sofrer a inclusão da marca, mas esta deve ser suficientemente robusta como para se manter em caso de uma futura modificação, como por exemplo, se se marca uma fotografia, ao a editar mudando o contraste ou a saturação, a marca deve se manter invariável.
- Finalmente têm-se de prevenir possíveis ataques coordenados entre vários compradores que, comparando suas cópias bit a bit, possam chegar a gerar uma nova marca a partir das que eles têm. Desta forma um bom esquema de impressão digital deve dispor de que seja capaz, num tempo razoável, de identificar estes grupos.

## Audio fingerprinting
É uma tecnologia, ou técnica, para a identificação de conteúdo baseada numa única e compacta assinatura derivada dos aspectos relevantes de uma gravação de áudio. Mediante o uso de um algoritmo especial, as energias de uma peça de som transformam-se num código exclusivo para essa peça, bem como ocorre com as impressões digitais para a cada ser humano.
Dentro das características que identifica o processo de fingerprinting estão:
- Energia.
- Loudness.
- Centroide Espectral.
- Rota de cruzes por zero.
- Pitch.
- Harmônicos.
- Spectral flatness.
- Mel-Frequency Cepstral Coefficients ou MFCC.

As tecnologias de audio fingerprinting, Tecnologias Baseadas em Identificação (CBID, por suas siglas em inglês) ou os Sistemas de Reconhecimento Automático de Música (Automatic Music Recognition Systems), extraem estas características acústicas, que são as mais relevantes de um sinal de áudio, e as aloja num banco de dados. Estas técnicas permitem que uma canção sem identificação, seja analisada para extrair estas características, as compare com as características alojadas num banco de dados, e se consiga uma plena identificação da peça de áudio.
O termo "fingerprinting" tem sido considerado por muitos anos como um caso especial de "watermarking" (consistindo em usar watermarking unicamente nas cópias legais de uma gravação). No entanto, o mesmo termo usou-se para as técnicas que associam um sinal de áudio a uma sequência numérica bem mais curta (a impressão ou "fingerprint"), e usa esta sequência para identificar o sinal de áudio.
Comparada com watermarking esta técnica é menos vulnerável a ataques e distorças, pois ao modificar ou distorcer uma Fingerprinting original alterar-se-ia a qualidade do som do sinal. Isto sucede porque as características que extrai o processo de fingerprinting são componentes próprias mais relevantes perceptualmente da peça de áudio.
Entre as áreas de aplicativos encontram-se IA, Processamento de sinais, Bancos de dados, Information Retrieval, Reconhecimento de padrões, e Monitorização de extractos de audio reproduzidos por radiodifusão (broadcasters) e webcasters para controle de direitos de autor.

## Produtos comerciais existentes

### Monitorização de transmissões de rádio para propósitos estatísticos
- Audible Magic: É um programa que reside em servidores e funciona a modo de proxy monitorando os dados que passam pelo mesmo. O programa incorpora um avançado sistema de identificação baseado em conteúdos, baptizado com o nome de CBID (Content Based Identification). Actualmente seu sistema de fingerprinting é capaz de reconhecer até 3,5 milhões de canções, ainda que possui uma alta escalabilidade que lhe permite crescer com o tempo. Pelo momento o programa tão só é capaz de identificar arquivos Mp3, ainda que seus desenvolvedores acham que uma próxima versão do mesmo poderá impedir a livre descarga de arquivos de um determinado tipo."Audible Magic" actualmente está a ser provado na Universidade estadounidense de Wyoming com bons resultados e segundo parece a metade do largo de banda da rede universitária é empregue pelos estudantes para o intercâmbio de arquivos.
- BMAT Vericast: É um sistema global de identificação de música que monitoriza milhões de canções em aproximadamente 2000 rádios e televisões a mais de 50 países. A solução oferece uma identificação a tempo real e reportes auditavéis baseados na impressão digital ou fingerprint do audio que é resistente a alterações do sinal como num canal degradado ou ruidoso, quando a música se utilize de fundo, etc.
- Nielsen BDS (Nielsen Broadcast Data Systems): É um programa para o rastreamento aéreo para a indústria do entretenimento. Nielsen BDS captura mais de 100 milhões de canções anualmente a mais de 1.600 estações de rádio, rádio satélites e canais de música por cabo para mais de 140 lojas nos E.Ou. e 30 em Canadá. A informação de Nielsen BDS é utilizada exclusivamente por Billboard e por R&R (Rádio & Records) para a classificação na lista de hits de canções nas emissoras.
- Muzicast: Provê informação geral da música em rádio e televisão, oferecendo gráficas, rastreamento de títulos, análises de estratégias de programação e canções mais vendidas. A informação é actualizada em tempo real.

### Filtros para P2P (Peer to peer)
- TRM: é uma tecnologia de fingerprinting da companhia Relatable que permite aos consumidores desfrutar de sua música em diferentes formatos como Mp3, CD queimados ou dispositivos portáteis e ao mesmo tempo permite que o servidor de música (Music Server Provider) monitore a introdução e transferência de música, com direitos de autor, em qualquer formato entre a comunidade de membros.
- BayTSP’s Content Authentication Platform (CAP): é um sistema que usa múltiplas tecnologias de fingerprinting e watermarking para monitorar, e desta maneira prevenir, a cópia ilegal de materiais com direitos de autor compartilhados na Internet.

### Bancos de dados para identificação e classificação de conteúdo
- MusicBrainz: recompila informação sobre artistas, seus trabalhos discográficos, e das relações entre eles. Para a cada álbum são no mínimo alojados o título, o nome das canções e a longitude da cada uma, adicionalmente se pode guardar o país e data de lançamento, e o VÃO do CD além de seu fingerprinting.

### Sistemas de identificação e classificação de conteúdo
As seguintes tecnologias e produtos comerciais identificam e classificam o conteúdo de particulares peças de áudio ainda se o sinal de áudio se submeteu a verdadeiro grau de modificação. Dentro destas modificações encontram-se transformações lineares como mudanças de nível ou limitação de largo de banda, que são comuns no caso da radiodifusão e transformações não lineares como conversões ao formato Mp3.
- MusicDNS é um serviço de fingerprinting acústico e um kit de desenvolvimento de software para estes fins, desenvolvido por MusicIP. MusicDNS proporciona um método simples e fácil de usar para a identificação acústica de música digital e para a aquisição de metadata correcta. Com tecnologia patenteada de reconhecimento acústico, MusicDNS identifica consistentemente a mesma gravação musical digital, sem ter em conta o idioma ou o formato do arquivo de áudio. E para manter actualizado o banco de dados, permite que o público em geral possa agregar dados de música por meio de um processo simples.
- Gracenote: o programa Gracenote Mobile MusicID™, da companhia de música digital Gracenote, usa um formato de fingerprinting e tecnologia de busca, combinado com o banco de dados "Gracenote Global Média Database®", a qual é o banco de dados de informação de música maior do mundo, para dar uma solução robusta ao problema de identificação musical.
- MusicTrace: a técnica aplicada por este software identifica o material de áudio usando um método de comparação e conteúdos previamente registados. Este sistema pode reconhecer peças de áudio que estão incompletas e, em adição, pode reconhecer entre várias versões de uma gravação de música; inclusive pode distinguir entre várias gravações de uma particular peça de música clássica.

### Grupos de investigação que trabalham no tema e projectos relacionados
- Music technology group - Universidade Pompeu Fabra

O Music Technology Group (MTG) da Universidade Pompeu Fabra de Barcelona e de seu Instituto Audiovisual, é especializado em som e música por computador. Com mais de 40 pesquisadores procedentes de diferentes disciplinas e complementares, o MTG leva a cabo investigações em temas como processamento e síntese de som, análise de conteúdo da música, descrição e transformação; sistemas interactivos de música.
- Yacast

O grupo opera em seu próprio centro de investigação, TEKANO. A equipa conta com mais de dez engenheiros altamente capacitados e são especialistas no desenvolvimento das tecnologias avançadas de multimédia:
- Aquisição: de música, vídeos, texto
- Análise: reconhecimento, interpretação e estatística
- Consolidação: armazenamento e modelização
- Radiodifussão: Internet, streaming, web 3D, semfiosbrico, tv interactiva.
- Nielsen media research

Este grupo de investigação trabalha em audio watermarking e em tecnologias de marcação de áudio para identificação de canais e programas. No ambiente digital estas tecnologias habilitam que os programas sejam identificados. Esta equipa também faz investigação nas áreas de reconhecimento facial, contagem e rastreamento de pessoas e reconhecimento de voz.
- Signal and multimedia processing group

É um grupo do departamento de engenharia electrónica e de informática da universidade de Ryerson em Toronto, Canada, que faz investigação em sistemas de comunicações, processamento de sinais digitais, sistemas de comunicação móveis e wireless, telemedicina, processamento de sinais multimédia e comunicações por computador.